# Jorge de Avilez Zuzarte de Sousa Tavares
Jorge de Avilez Juzarte de Sousa Tavares, 1.º Visconde do Reguengo e 1.º Conde de Avilez (Portalegre, 28 de março de 1785 – Alcântara, Lisboa, 15 de fevereiro de 1845), foi um general português.
Entrou para o Colégio dos Nobres em 1797 com seus dois irmãos mais velhos, por motivo da lei sobre os Morgados de 1797. Estudou artes até 1801, e regressou a Portalegre. Foi para Lisboa com a família em 1801, devido à guerra. Tendo ingressado no exército como cadete, foi nomeado Coronel do Regimento de Milícias do Crato em 24 de junho de 1804. Em 1807 foi escolhido para Superintendente das Coudelarias de Portalegre, função que tinha sido do pai. O Regimento do Crato foi licenciado, por motivo da reforma das Milícias de Outubro de 1807, de modo que em 1808 estava livre para organizar e comandar o Regimento de Voluntários de Portalegre, criado pela Junta Governativa de Portalegre para ajudar na luta contra os franceses. Com a transferência do Regimento para o Exército, enquanto Batalhão de Caçadores N.º 1 foi nomeado, no início de 1809, seu comandante com o posto de tenente-coronel.
Comandou o Batalhão em todas as batalhas e acções de campanha, como parte da Divisão Ligeira, a partir de Fevereiro de 1812, da batalha do Côa à de Fontes de Onor. Em 1812 foi promovido a coronel, e nomeado comandante do Regimento de Infantaria N.º 2, de Lagos, parte da célebre Brigada do Algarve que integrava a única Divisão Portuguesa organizada para servir conjuntamente com o Exército Britânico, participando na conquista de Badajoz e da expulsão dos exércitos franceses de Espanha. Na batalha de Toulouse, última da guerra, comandou interinamente a brigada de que fazia parte. A mulher passou a acompanhá-lo a partir de Badajoz. Em 1816 foi promovido a brigadeiro. Em 1817, devido à organização da Divisão de Voluntários do Príncipe, que foi para o Brasil ajudar na conquista de Montevidéu, foi-lhe dado o posto de marechal de campo. Em 1818, era Governador de Montevidéu.
Fez toda a campanha na «Banda Oriental do Uruguai», distinguindo-se na batalha de Paço de Arenas, Setembro de 1819. Em 1821, no Brasil, graduado em tenente general devido à sua nomeação para Governador das Armas da Corte e Província do Rio de Janeiro, controlando os tumultos que se tinham dado por motivo da partida do Rei e da corte.
Em 5 de julho de 1821, como comandante das tropas no Rio de Janeiro, dirigiu o ultimato ao príncipe D. Pedro para que jurasse as bases da Constituição, demitisse o conde dos Arcos e nomeasse uma junta governativa. Em outubro, exigiu novamente a D. Pedro que anunciasse publicamente sua adesão às decisões das Cortes reunidas em Lisboa. D. Pedro acatou e decidiu-se, num primeiro impulso, a regressar à Europa. Mas em Janeiro de 1822 declarou publicamente que tinha decidido ficar no Brasil, fato conhecido como o Dia do Fico. Jorge de Avilez demitiu-se do governo das armas e, com receio de um ataque das tropas brasileiras, recuou para a Praia Grande, em Niterói, que fortificou, mas acabou expulso pelo Príncipe Regente.
A divisão portuguesa embarcou em fevereiro, chegando a Lisboa em Maio de 1822. Foi eleito deputado em 1822. Em 1823, nomeado pelas Cortes comandante-em-chefe do Exército, para fazer frente às movimentações do Infante D. Miguel. Não conseguiu impedir o golpe de Estado conhecido pela Vilafrancada, que acabou com o primeiro período liberal, restabelecendo o regime absolutista.
Preso no Castelo de São Jorge, foi transferido para a Torre de Belém. Julgado, foi destituído do seu posto de tenente general graduado e condenado a um ano de prisão em Castelo de Vide. Junho de 1827, durante a regência da Infanta D. Isabel Maria de Bragança, foi liberado e reconduzido ao posto. Com o regresso de D. Miguel, pediu licença para ir para Portalegre, mas foi novamente preso, em Junho de 1828, mandado para São Julião da Barra. Em 1832 foi transferido para Almeida e depois Bragança, de onde conseguiu fugir para Espanha. Sua mulher foi presa na Torre de Belém, no Limoeiro e no Aljube. O corpo diplomático acreditado em Lisboa exigiu sua libertação e conseguiu-a.
D. Pedro, reconciliado com ele no fim da guerra civil, nomeou-o governador militar da Corte e província da Estremadura, sendo promovido a tenente general efetivo. Com a reorganização do exército passou a comandar a 1.ª divisão militar, sendo mais tarde transferido para a 7.ª, por motivos políticos. Nomeado Par do reino em 1835, foi-lhe dado o título de Visconde do Reguengo, aderiu ao Setembrismo em 1836. Foi nomeado senador, de acordo com a Constituição de 1838. Em Abril de 1838 foi-lhe concedido o título de Conde de Avilez.

## Carreira Militar
| Posto                | Unidade                                               | Data             |
| -------------------- | ----------------------------------------------------- | ---------------- |
| Vogal                | Supremo Conselho de Justiça Militar                   | 8 Agosto 1834    |
| Tenente general      |                                                       | 16 Junho 1834    |
| Governador militar   | Corte e Província da Estremadura                      | 27 Maio 1834     |
| Comandante-em-chefe  | Exército                                              | 21 Maio 1828     |
| Comandante-em-chefe  | Exército                                              | 28 Maio 1823     |
| Governador das Armas | Corte e Província do Rio de Janeiro                   | 22 Abril 1821    |
| Tenente general      |                                                       | 21 Abril 1821    |
| Governador           | Montevideu, na Província de Cisplatina.               | 27 Janeiro 1818  |
| Marechal de campo    |                                                       | 25 Abril 1817    |
| Comandante           | 1.ª Brigada, Divisão de Voluntários Reais do Príncipe |                  |
| Brigadeiro           |                                                       | 4 Março 1816     |
| Coronel              | Regimento de Infantaria n.º 5                         | 1814             |
| Coronel              | Regimento de Infantaria n.º 2                         | 5 Fevereiro 1812 |
| Tenente coronel      | Batalhão de Caçadores n.º 1                           | 21 Janeiro 1809  |
| Coronel              | Regimento de Voluntários de Portalegre                | 22 Julho 1808    |
| Coronel              | Regimento de Milícias do Crato                        | 24 Junho 1804    |
| Cadete               |                                                       |                  |